# Вішаї Шрівадданапрабха
Вішаї Шривадданапрабха (тай. วิชัย ศรีวัฒนประภา), раніше Вішай Раксріаксорн (тай. วิชัย รักศรีอักษร), (4 квітня 1958, Бангкок — 27 жовтня 2018, Лестер) — тайський мільярдер, засновник і генеральний директор мережі безмитних (duty free) крамниць «King Power».
2010 року купив англійський футбольний клуб «Лестер Сіті», який через кілька років став чемпіоном Англії (2016) — уперше в історії клубу. За це кожному гравцеві основного складу мільярдер подарував авто BMW i8.
Увечері 27 жовтня 2018 року, після завершення матчу «Лестер» — «Вест Гем», особистий вертоліт забрав Шрівадданапрабху зі стадіону «Лестера», але, піднявшись у повітря, розбився через кількадесят метрів — на автостоянці стадіону. Власник клубу та чотири інші особи, які були на борту вертольота, загинули на місці.